# Natura morta amb Bíblia
Natura morta amb Bíblia és un quadre del pintor post-impressionista Vincent van Gogh que es troba en el Museu Van Gogh. El quadre va ser pintat l'octubre de 1885 a la localitat neerlandesa de Nuenen, on Van Gogh va estar residint des del desembre de 1883 fins al novembre de 1885.

## Descripció
La imatge mostra dos llibres situats sobre una taula coberta per un drap. Aquests llibres són la Bíblia, de mida gran, que ocupa la part central de la taula i es mostra oberta en el llibre d'Isaïes; i el llibre La joie de vivre de l'escriptor francès Émile Zola, que es mostra tancada a la vora de la taula i de mida més petita. També s'hi pot veure una espelma apagada al costat de la Bíblia.

## Anàlisi
La mort del pare de Vincent, Theodorus van Gogh, el març de 1885, va motivar l'execució d'aquesta obra en què l'artista ens mostra la Bíblia del seu pare (qui fou predicador protestant), juntament amb el llibre La joie de vivre. El llibre de Zola és una obra mestra del realisme, mentre que el pare del Vincent el considera una obra nefastament escrita. Aquest és el gran constrast que presenta el quadre: un llibre religiós, d'idees antigues i temàtica transcendental al costat d'un llibre d'idees modernes, amb una òptica laica i realista. Però més enllà d'això el que es veu a simple vista és la contraposició d'un llibre gran, obert, ben conservat, situat al mig de la taula i d'aparença majestuosa al costat d'un llibre petit i tancat, atrotinat i simple.
Les possibles interpretacions del quadre són múltiples. La més general és la de l'efecte sobre Vincent de la mort del seu pare, i les diferències generacionals que hi va haver entre ells. Una espècie de Memento mori. El que resulta estrany és que Vincent trigués mig any a plasmar el record del seu pare en un quadre.
Una altra possible interpretació és el de l'autorretrat psicològic, en què la mort del seu pare no hi té res a veure, i el contrast que es mostra és entre el 'Vincent' anterior, el de Borinage i l'actual. En una de les cartes de Van Gogh (la 425), el pintor deixa clar que el seu objectiu és vendre l'obra. Això fa pensar que l'orba no tenia cap valor sentimental profund, i dona força a la segona hipòtesi.
D'altra banda, l'espelma apagada podria simbolitzar l'extinció- tant la de la vida del seu pare, com la de la seva esperança.